# Winniki (gromada)
Winniki – dawna gromada, czyli najmniejsza jednostka podziału terytorialnego Polskiej Rzeczypospolitej Ludowej w latach 1954–1972.
Gromady, z gromadzkimi radami narodowymi (GRN) jako organami władzy najniższego stopnia na wsi, funkcjonowały od reformy reorganizującej administrację wiejską przeprowadzonej jesienią 1954 do momentu ich zniesienia z dniem 1 stycznia 1973, tym samym wypierając organizację gminną w latach 1954–1972.
Gromadę Winniki z siedzibą GRN w Winnikach utworzono – jako jedną z 8759 gromad na obszarze Polski – w powiecie łobeskim w woj. szczecińskim na mocy uchwały nr V/46/54 WRN w Szczecinie z dnia 5 października 1954. W skład jednostki weszły obszary dotychczasowych gromad Chwarstno, Cieszyno, Dłusko, Sarnikierz, Trzebawie i Winniki ze zniesionej gminy Winniki w tymże powiecie. Dla gromady ustalono 16 członków gromadzkiej rady narodowej.
1 stycznia 1969 z gromady Winniki wyłączono miejscowości Chwarstno i Trzebawie, włączając je do gromady Runowo w tymże powiecie, po czym gromadę Winniki zniesiono, a jej (pozostały) obszar włączono do nowo utworzonej gromady Węgorzyno tamże.